# Putina (okręg Ardżesz)
Putina – wieś w Rumunii, w okręgu Ardżesz, w gminie Vlădești. W 2011 roku liczyła 128 mieszkańców.